# دانمارک در المپیک تابستانی ۱۹۶۴
دانمارک در بازی‌های المپیک تابستانی ۱۹۶۴ که در شهر توکیو برگزار شد، کاروان دانمارک با ۶۰ ورزشکار در این رقابت‌ها شرکت کرد و موفق به کسب ۶ مدال (۲ طلا، ۱ نقره، ۳ برنز) شد. در جدول رتبه‌بندی توزیع مدال‌ها، دانمارک در ردهٔ ۱۸ مسابقات قرار گرفت.